# Erhard Miklós
Erhard Miklós (Dalheim Miklós) (? – Bártfa, 1600) igazgató-tanár
1592. szeptember 27-étől Bártfán, 1595-ben Neerében, 1597-től ismét Bártfán volt igazgató-tanár. Pestisben halt meg, Dalheimből érkezett Magyarországra. Nyomtatásban megjelent művei:
1. Duae Orationes Funebres. Item Lachrimae gymnasii neerensis, super praematuro obitu magnif. Greg. Horváth Stansith, bar. de Gradecz, ac Euphrosinae de Sember… conuugis ejusdem: debitae gratitudinis ergo collectae et in lucem editae. Bartphae, 1597.
2. Posthumus magnifici et gener. dni Gregorii Horváth… hoc est Responsionis pars tertia: Reliquum quod adhuc in Sebastiani Lam Calvinistae Kaismarcensis Antithesi expendendum erat, discutiens. Uo. 1597. (Az 1. és 2. rész 1592–93-ban jelent meg.)
3. Carmen de gloriosa resurectione domini et salvatoris nostri Jesu Christi. Uo. 1599.